# Rosa Roig Boqué
Rosa Roig Boqué (Reus, 1898 - 1972), coneguda popularment com l'Allera, va ser una reusenca ben recordada per l'activitat que exercia de gran, venedora de castanyes a la cantonada de l'Antic Banc d'Espanya, actualment el Museu de Reus, a la plaça de Catalunya d'aquella ciutat.
També va ser coneguda com una activa militant (es deia que es passejava per Reus amb una o dues pistoles) del POUM en els primers mesos de la guerra civil, com el seu marit, l'ulldemolinenc Ramon Nebot Alabart. Activista en els dies de la revolució en campanyes de solidaritat amb aquells que lluitaven al front, molt centrada en les ajudes als milicians, als refugiats, especialment la canalla, o als hospitals de sang, i lloada per la premsa més vinculada al PSUC, lloes que van desaparèixer a partir de la persecució que, després dels Fets de Maig, es va desfermar contra els poumistes.
Detinguda immediatament amb l'ocupació de Reus per part de les tropes franquistes va ser empresonada primer a les Oblates de Tarragona i després a la Presó de Dones de les Corts, a Barcelona, va perdre el marit, afusellat pels franquistes. Alliberada, va tornar a Reus i es va dedicar a vendre castanyes, ofici pel qual és recordada. De l'Allera s'expliquen encara històries i anècdotes. La més coneguda és el seu tracte amb els veïns: per un acord amb el Banc d'Espanya, deia, ella no deixava diners i el Banc no vendria mai castanyes. Però més sovint és recordada com una persona generosa, disposada a oferir una paperina de castanyes a qui tenia gana i que complementava el seu negoci amb petites rifes. Es diu que les primeres castanyes que torrava no les posava a la venda, sinó que les regalava als vells asilats a les Germanetes dels pobres. Fora de temporada, venia alls (d'aquí el seu renom) a les escales de les Pescateries Velles, darrere la Prioral de Sant Pere, on hi havia un mercat.
L'any 2017 l'Allera va aparèixer com a figureta de caganer que van treure uns reusencs.